# Juma Mwapachu
Juma Mwapachu, né à Mwanza (Tanganyika) le 27 septembre 1942 et mort le 28 mars 2025 à Dar es Salaam (Tanzanie), est une personnalité politique et un diplomate tanzanien. Il est secrétaire général de la Communauté d'Afrique de l'Est de 2006 à 2011.

## Biographie
Juma Mwapachu est titulaire d'une licence en droit de l'université de Dar es Salam (faisant alors partie de l'université d'Afrique orientale) et d'un diplôme de troisième cycle en droit international et diplomatie de l'Académie indienne de droit international de New Delhi. Il a été ministre conseiller à l'ambassade de Tanzanie en Éthiopie, puis au haut-commissariat de Tanzanie en Inde. 
Il a également été ambassadeur de Tanzanie en France. En 2006, Juma Mwapachu a été nommé secrétaire général de la Communauté d'Afrique de l'Est, poste qu'il a occupé pendant cinq ans. À ce titre, il a présidé le Comité des chefs d'entreprise de la tripartite COMESA-EAC-SADC. Président mondial de la Société pour le développement international (SID) et secrétaire général de la Chambre de commerce, d'industrie et d'agriculture de Tanzanie. Il a été président du conseil d'administration de cinq organisations/entreprises et membre du conseil d'administration de huit sociétés. 
Il a siégé dans plusieurs commissions présidentielles. Il a été président de la Convocation, membre et vice-président du conseil d'administration de l'université de Dar es Salam et président du conseil de l'université de Dodoma. Il a été décoré de l'ordre du Cœur d'Or (MGH) par le président kenyan Mwai Kibaki.
Juma Mwapachu est titulaire de doctorats honorifiques décernés par l'université de Dar es Salaam et par l'université nationale du Rwanda. Il est l'auteur de quatre ouvrages et co-éditeur de deux autres.

## Œuvres
- Confronting New Realities: Reflections on Tanzania’s Radical Transformation
- Management of Public Enterprises in Developing Countries
- Local Perspectives on Globalization; The African Case (co-écrit avec. J. Semboja, E. Jansen)
- President of the Society for International Development